# Wiktor Chabel

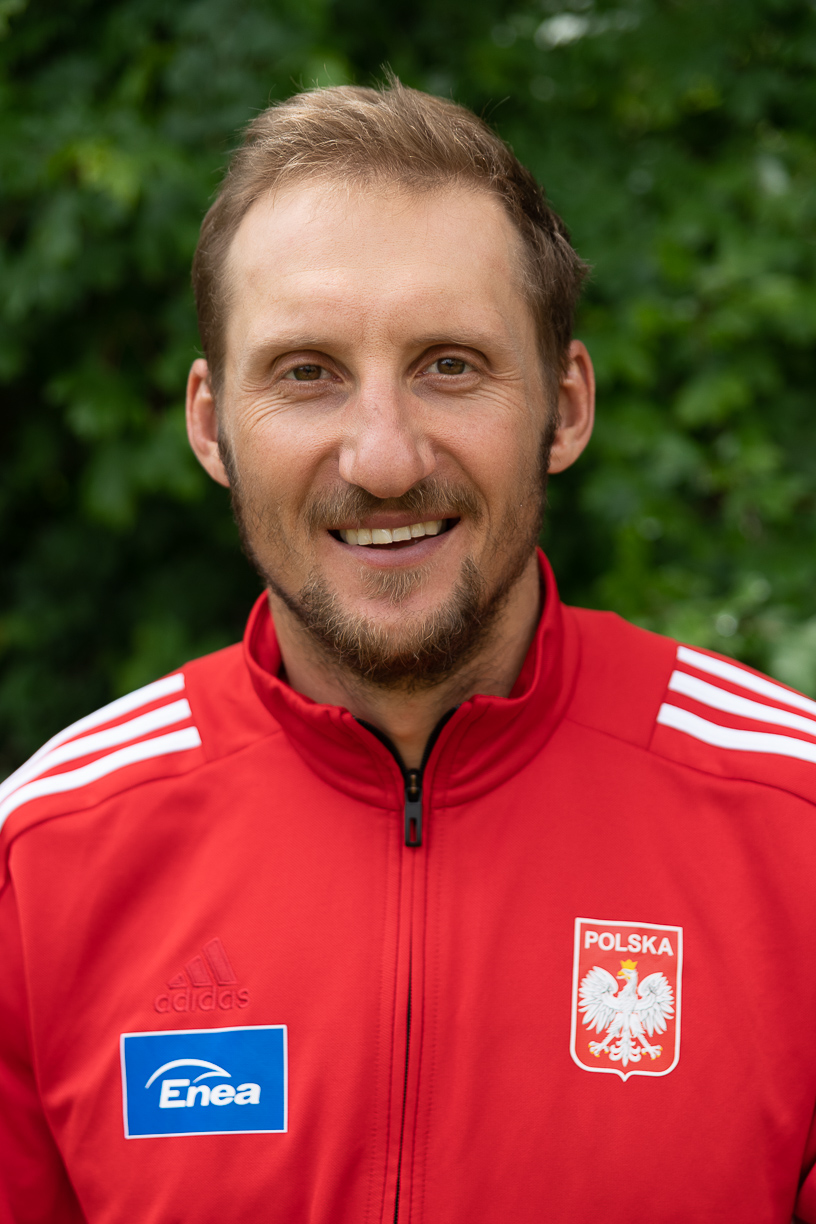
Wiktor Chabel (2019)

Wiktor Chabel (* 23. November 1985 in Sandomierz) ist ein polnischer Ruderer, der 2019 Weltmeisterschaftszweiter war.

## Sportliche Karriere
Wiktor Chabel begann 2004 mit dem Rudersport. Bei den Europameisterschaften 2007 in Posen belegte er mit dem Doppelvierer den neunten Platz. Im Jahr darauf erreichte er zusammen mit Michał Słoma im Doppelzweier den vierten Platz bei den Europameisterschaften in Athen. 2009 belegten die beiden den achten Platz bei den Weltmeisterschaften 2009 in Posen. Bei den Europameisterschaften 2009 im belarussischen Brest gewannen Arnold Sobczak, Piotr Licznerski, Michał Słoma und Wiktor Chabel die Bronzemedaille im Doppelvierer hinter den Ukrainern und den Belarussen. 2010 ruderten Słoma und Chabel wieder im Doppelzweier. Bei den Europameisterschaften in Montemor erreichten die beiden den fünften Platz. 2011 wurden die beiden 14. der Weltmeisterschaften in Bled. Bei den Europameisterschaften 2011 in Plowdiw gewannen Konrad Wasielewski, Wiktor Chabel, Kamil Zajkowski und Piotr Licznerski die Bronzemedaille im Doppelvierer hinter den Russen und den Esten. 2012 beteiligten sich Chabel und Licznerski in Luzern an der letzten Qualifikationsregatta für die Olympischen Spiele, erreichten im Doppelzweier aber nur das Halbfinale. Bei den Europameisterschaften 2012 in Varese belegten Wasielewski und Chabel den sechsten Platz im Doppelzweier.
Nach zwei Jahren Pause kehrte Viktor Chabel 2015 im polnischen Doppelvierer zurück und belegte bei den Europameisterschaften 2015 auf seiner Hausstrecke in Posen zusammen mit Mateusz Biskup, Dariusz Radosz, Mirosław Ziętarski den vierten Platz. Bei den Weltmeisterschaften auf dem Lac d’Aiguebelette erreichten die Polen den siebten Platz und damit die direkte Olympiaqualifikation. 2016 bei den Olympischen Spielen in Rio de Janeiro belegten die Polen im Vorlauf den zweiten Platz hinter den Australiern und erreichten im Finale den vierten Platz mit anderthalb Sekunden auf die drittplatzierten Esten.
2017 trat der polnische Doppelvierer mit Dominik Czaja, Dariusz Radosz, Wiktor Chabel und Adam Wicenciak an. Bei den Europameisterschaften in Račice u Štětí gewannen die Polen Silber hinter den Litauern. Vier Monate später belegten die Polen den fünften Platz bei den Weltmeisterschaften in Sarasota. 2018 ruderten Dominik Czaja, Wiktor Chabel, Szymon Pośnik und Maciej Zawojski im polnischen Doppelvierer. Bei den Europameisterschaften in Glasgow siegten die Italiener vor den Litauern und den Polen. Anderthalb Monate danach fanden in Plowdiw die Weltmeisterschaften 2018 statt, der polnische Doppelvierer erreichte den sechsten Platz. 2019 siegte der polnische Doppelvierer bei allen drei Regatten im Ruder-Weltcup: In Plowdiw mit Fabian Barański, Wiktor Chabel, Mirosław Ziętarski und Mateusz Biskup; in Posen und Rotterdam mit Dominik Czaja, Wiktor Chabel, Szymon Pośnik und Fabian Barański. In dieser Besetzung erkämpften die Polen bei den Weltmeisterschaften 2019 in Linz-Ottensheim die Silbermedaille hinter den Niederländern. Bei den Europameisterschaften 2020 belegte der polnische Doppelvierer den fünften Platz. 2021 in Varese folgte der vierte Platz. Bei den Olympischen Spielen in Tokio erreichten Czaja, Chabel, Pośnik und Barański als Vorlaufsieger vor den Italienern das Finale. Dort belegten sie den vierten Platz mit 0,3 Sekunden Rückstand auf die drittplatzierten Australier.